# Атина
Атина (грч. Αθήνα [Athína]) је главни и највећи град Грчке периферије Атика. Један је од најпознатијих градова Европе. Савремена Атина је велики и космополитски град док је античка Атина био моћни град-држава и познати образовни и филозофски центар. Атина се води као један од најстаријих светских градова, чија се историја бележи преко 3400 година.
Град је добио име по богињи заштитници Атини. Грчко име је било Атинаи (Αθήναι [Athínai]), али од 1970-их, службено грчко име је Атина (Αθήνα [Athína]). Атина се често назива колевком западне цивилизације због својих културних доприноса током 5. и 4. века пре нове ере. Из тог раздобља у Атини је остало много античких зграда, уметничких дела итд. Најпознатији је Акропољ, који је признат као један од најбољих примера класичне грчке уметности и архитектуре. Сматра се зачетницом демократије.
Атина је центар економског, финансијског, индустријског, политичког и културног живота у Грчкој. Античка Грчка је била центар уметности, учења и филозофије, домовина Платонове Академије и Аристотеловог Лицеја. Атина је, такође, родно место Сократа, Перикла, Софокла и других значајних филозофа, писаца и политичара који датирају из Античке Грчке.

## Географија
Атина се пружа преко централне равнице Атике, а која се често назива и Атински или Атички базен (модерн. грч. Λεκανοπέδιο Αττικής). Базен окружује четири релативно високе планине: Аегалео на западу, Парнита на сјеверу, Пентели на сјевероистоку и Химетус на истоку. Иза планине Аегалео налазе се Триазијска низија, која чини проширење централне низије према западу. Саронски залив налази се на југозападу. Планина Парнита је највиша међу четири планине око Атине са висином од 1.413 m, а проглашена је и националним парком.
Атина је саграђена око бројних ниских брежуљака. Брдо Ликабетус је једно од највиших узвишења у оквирима града, а с њега се пружа одличан поглед на цијели Атички базен. Геоморфологија Атине се сматра једном од најсложенијих на свијету јер њене планине и брда узрокују феномен температурне инверзије, који је, заједно са проблемима индустријског загађења и потешкоћама које има грчка влада око његове контроле, одговоран за велику загађеност ваздуха с којом се Атина суочава. Ријеке Кефисус, Илисос и Ериданос су историјске ријеке Атине.

### Клима
У Атини влада семиаридна клима (Кепенова класификација климата: BSh) са великим падавинама између половине октобра до половине априла. Уколико постоје падавине током лета, оне су ретке и у облику су краткотрајног пљуска. Просечна годишња количина падавина је око 376 милиметара.
Пролеће и јесен се сматрају идеалним сезонама за разгледање града и за све друге активности напољу. Лета могу бити изузетно топла. Просечна највиша дневна температура у јулу је 33,5 °C.
Највиша дневна температура је била 48 °C у предграђу Атине, у Елефсини, а најнижа је била -5,8 °C у Неа Филаделфији. Током мећаве која је била у фебруару 2004. године, најгоре мећаве која је задесила град, температура је спала и на -7,9 °C.
| Клима Атине                            | Клима Атине | Клима Атине | Клима Атине | Клима Атине | Клима Атине | Клима Атине | Клима Атине | Клима Атине | Клима Атине | Клима Атине | Клима Атине | Клима Атине | Клима Атине |
| Показатељ \ Месец                      | .Јан.       | .Феб.       | .Мар.       | .Апр.       | .Мај.       | .Јун.       | .Јул.       | .Авг.       | .Сеп.       | .Окт.       | .Нов.       | .Дец.       | .Год.       |
| -------------------------------------- | ----------- | ----------- | ----------- | ----------- | ----------- | ----------- | ----------- | ----------- | ----------- | ----------- | ----------- | ----------- | ----------- |
| Апсолутни максимум, °C (°F)            | 21 (70)     | 23 (73)     | 28 (82)     | 32 (90)     | 36 (97)     | 42 (108)    | 42 (108)    | 43 (109)    | 38 (100)    | 37 (99)     | 28 (82)     | 22 (72)     | 43 (109)    |
| Средњи максимум, °C (°F)               | 12,5 (54,5) | 13,5 (56,3) | 15,7 (60,3) | 20,2 (68,4) | 26,0 (78,8) | 31,1 (88)   | 33,5 (92,3) | 33,2 (91,8) | 29,2 (84,6) | 23,3 (73,9) | 18,1 (64,6) | 14,1 (57,4) | 22,5 (72,5) |
| Просек, °C (°F)                        | 10 (50)     | 10 (50)     | 12 (54)     | 15 (59)     | 19 (66)     | 23 (73)     | 27 (81)     | 27 (81)     | 23 (73)     | 19 (66)     | 15 (59)     | 11 (52)     | 17 (63)     |
| Средњи минимум, °C (°F)                | 5,2 (41,4)  | 5,4 (41,7)  | 6,7 (44,1)  | 9,6 (49,3)  | 13,9 (57)   | 18,2 (64,8) | 20,8 (69,4) | 20,7 (69,3) | 17,3 (63,1) | 13,4 (56,1) | 9,8 (49,6)  | 6,8 (44,2)  | 12,3 (54,1) |
| Апсолутни минимум, °C (°F)             | −4 (25)     | −6 (21)     | −1 (30)     | 0 (32)      | 6 (43)      | 14 (57)     | 16 (61)     | 16 (61)     | 12 (54)     | 7 (45)      | −1 (30)     | −4 (25)     | −6 (21)     |
| Количина падавина, mm (in)             | 57 (22,4)   | 47 (18,5)   | 41 (16,1)   | 31 (12,2)   | 23 (9,1)    | 11 (4,3)    | 6 (2,4)     | 6 (2,4)     | 14 (5,5)    | 53 (20,9)   | 58 (22,8)   | 69 (27,2)   | 416 (163,8) |
| Извор: Туристический портал, bbc.co.uk |             |             |             |             |             |             |             |             |             |             |             |             |             |

## Историја
Најстарији познати трагови постојања људи у Атини потиче из периода између 11. и 7. миленијума пре нове ере. Први организовани живот у Атини потиче из неолита, негде око 4000—3000. године п. н. е., када су се први становници настанили на Акропољу и у долини реке Илис (данас Олимпијон), па је тако област Атине непрестани насељена најмање 7000 година. Тај процес се наставио у бронзано доба (од 3000—1100. п. н. е.), када су прехеленска насеља окупирала прва грчка племена. Занимања тих првих племена су углавном била земљорадња и сточарство, да би временом почели да тргују и успостављају контакте са другим деловима Грчке и Егејског мора.
За време микенске цивилизације (1550—1050) економија је знатно напредовала, а уз њу и архитектура и уметност. Микенска племена су окупирала Акропољ и околину око 16. века пре нове ере. До око 1400. године п. н. е. насеље је постало важан центар микенске цивилизације, а Акропољ важна микенска тврђава, чији се остаци могу разазнати по секцијама киклопских зидина. Нешто пре 13. вијека пре нове ере, на врху Акропоља, подигли су палату своме монарху, а нешто касније, половином истог века, прве зидине за свој град. О микенској Атини постоји серија митова који су повезани са делима локалних принчева. У 12. веку, већина микенских центара су напуштани, после чега су уследиле миграције становништва на грчком тлу. Племена Тесалије и Дорије су кренула према југу, али по свему судећи нису никада окупирали Атику и разрушили Атину као што су разрушени Микена и Полос. Међутим, и Атина је, ушла у период привредног пропадања око 150 година касније.
С њима су се такође измешала племена Јонаца, која су касније, у 8. веку п. н. е., као и остала грчка племена, кренули према истоку стварајући колоније на обалама Мале Азије. У 8. веку п. н. е., различита племена Атике су се сјединила и претворила Атину у свој центар, стварајући тако први град-државу.
За време тог периода (геометријски период — од 1050—700. године п. н. е.), грчка цивилизација је знатно напредовала. У то време, религија се по први пут организовала око дванаест богова олимпијског пантеона, створио се нови алфабет, који је корен свих европских алфабета. Поезија је стекла своје прво језгро у Хомеровим еповима и почеле су иновације у керамици. Геометријска декорација керамике за свакодневну употребу, даје име овом периоду. У 7. веку п. н. е. уметници су примали утицаје са истока, али су касније њихова дела стекла посебан, грчки карактер. У 6. веку п. н. е., саграђени су први мермерни храмови у дорском и јонском стилу, статуе Корос и Корес (мермерне статуе које представљају младића или дјевојку) и керамичко посуђе и ћупови са црним фигурама.

### Античка Атина
Античка Атина је била јонски полис који се налазио на полуострву Атици. У њој су живели аристократе, демос (народ) и робови. У најстарије време Атином су владали базилеуси (краљеви). Остале аристократе нису били задовољни тим државним уређењем. Сваке године је бирано 9 аристократа који су се називали архонти. Они су делили власт са ареопагом, већем које је заседало на брду посвећеном богу рата Аресу. Међутим, људи из демоса нису били задовољни. Између њих и аристократа се јавила огорчена борба. На крају су право да учествују у власти добили и богате занатлије и трговци из демоса. Највишу власт имала је Народна скупштина која је доносила све одлуке везане за управљање државом. Атина је била демократско-робовласничка држава.
Сваки грчки град или полис је био потпуно независно средиште политичког, културног, као и трговачког живота, а Атина је била један од највећих и најјачих полиса.
Сваки полис је имао и један трг, место окупљања — агору — који је, пре свега служио за трговину и разне скупове, а био је административни и друштвени центар. У агори се одвијао свакодневни живот полиса. Атина је била, као и већина полиса, окружена зидинама, а имала је и место последње одбране — акропољу, на којој су били смештени храмови врховних божанстава грка.
До 6. века п. н. е. раширени социјални немири довели су до Солонових реформи. Оне ће на крају утрти пут за Клистеново увођење демократије 508. п. н. е. Атина је до тада постала значајна поморска сила са великом флотом и помагала је устанак јонских градова против персијске владавине. У потоњим Грчко-персијским ратовима, Атина је уз Спарту, водила коалицију грчких држава која ће на крају одбити Персијанце, одневши одлучне победе код Маратона 490. п. н. е. и Саламине 480. п. н. е. Међутим, ово није спречило да Персијанци два пута заузму и разоре Атину, након јуначког отпора Спартанаца и њиховог краља Леонида код Термопила, након које су и Беотија и Атика потпале под Персијанце.
Деценије које су уследиле су постале познате као Златно доба атинске демократије, у којима је Атина постала водећи град Античке Грчке, са културним достигнућима који су постале основа западне цивилизације. Писци Есхил, Софокле и Еурипид су деловали у то време, као и историчари Херодот и Тукидид и лекар Хипократ. Предвођени Периклем, који је подстицао уметност и учвршћивао демократију, Атина је покренула амбициозни грађевински програм у ком су саграђени атински Акропољ са Партеноном, као и у пројекат изградње империје кроз Делски савез. Првобитно замишљен као савез грчких полиса у одбрани против Персијанаца, Делски савез се ускоро претворио у средство за спровођење атинских империјалистичких амбиција. Тензије које су тиме настале водиле су до Пелопонеског рата, у ком је Атина поражена од свог ривала Спарте.
Средином 4. века п. н. е. северогрчко краљевство Македонија постала је доминантна у грчкој политици. Године 338. п. н. е. војска Филипа II Македонског поразила је савез неких грчких градова-држава укључујући Атину и Тебу у бици код Херонеје, што је довело до краја независности Атине. Касније, под влашћу Рима, Атина је стекла статус слободног града због својих цијењених школа. Римски цар Хадријан у 2. веку саградио је библиотеку, гимназију, аквадукт који се и данас користи, мост, неколико храмова и светишта, а финансирао је и завршетак Храма олимпијског Зевса.

### Средњи век
До краја позне антике град је доживео пад. За време Византије Атина је изгубила много од своје бивше славе и постала само мали провинцијски градић, али се благо опоравила у периоду од 9. до 10. века. Теодосије II је својим едиктима из 426. и 439. наредио уништавање свих паганских храмова, али је у случају Атине направио изузетак и наредио да се они претворе у цркве. Међутим, настављено је светковање Панатенеја. Јустинијан је 529. пооштрио Теодосијеве одлуке наредивши затварање филозофских школа (углавном неоплатонских) и претворивши их у приватне хришћанске школе, а храмове је претворио у цркве. Партенон је постао саборна црква за Атину. Култ девице Атине, заштитнице града, је замењен култом девице Марије. Ерехтејон је претворен у Богородичну цркву. Храмовима су одузета њихова блага у корист Аје Софије. Између 6. и 7. века Аксплепион је претворен у Цркву Светих Козме и Дамјана. Хефестов храм је посвећен Светом Ђорђу. У 12. веку Пропилеји су постали епископска палата. Нове византијске цркве су саграђене, често на месту античких паганских светилишта.
Град је доживео релативни напредак за време крсташких ратова, пошто је имао користи од трговине коју су вршили италијански градови. Атину је 1146. опљачкала војска Руђера II Сицилијанског. После Четвртог крсташког рата и оснивања Латинског царства у Константинопољу, Французи су у Атини основали Атинско војводство, којим је прво владао Ото де ла Рош. Атину је касније освојила Каталанска дружина, пре него што ју је преузела фирентинска династија Ачајуоли. Фирентинци су вратили Атини део њеног некадашњег сјаја. Акропољ је претворен у тврђану. Епископска палата на Пропилејима је постало седиште Фирентинаца. Они су саградили и Франачку кулу, коју је срушио Хајнрих Шлиман 1875. Доњи део града, ограничен на римску агору, је 1402. окружен зидинама, које се понекад називају Валеријановим зидинама.

### Османска власт
Османски султан Мехмед II Освајач је освојио Атину 1456, три године по паду Цариграда, али се Акропољ одржао и пао тек 1458. Атина је у турско доба ушла у дуги период пропадања. Турци су окружили Акропољ новим фортификацијама. Партенон је претворен у џамију и добио је минарет после 1466. Ерехтејон је претворен у харем. За време опсаде Атине у Морејском рату од стране млетачке војске којом је командовао Франческо Морозини, једна бомба је пала на Партенон који су Турци претволи у складиште барута. Пропадање Атине је настављено и у 19. веку, делимично и заслугом британског амбасадора у Цариграду Томаса Бруса, седмог грофа од Елгина и његових агената.
Становништво Атине је нагло опадало, што се погоршало са падом самог Османског царства. Цели градски квартови су уништени у ратовима између 17. и 19. века.

### Модерна Атина
Након Грчког рата за независност и оснивања Краљевине Грчке, Атина је 1834. изабрана за престоницу нове грчке државе, углавном због историјских и сентименталних разлога. У то време, Атина је била варош средње величине саграђена у подножју Акропоља. Први краљ Грчке, Ото Баварски, је ангажовао архитекте Стаматиоса Клеантиса и Едуарда Шауберта да пројектују план модерног града који би био достојан престонице.
Први план модерног града је чинио троугао који су одређивали Акропољ, античко гробље Керамеикос и нова палата краља (у којој је данас грчки парламент), како би се истакао континуитет између модерне и древне Атине. Неокласицизам, међународни стил ове епохе, је био архитектонски стил кроз који су баварски, француски и грчки архитекти као што су Хансен, Клензе, Боулангер или Кафтантзоглоу пројектовали прве важне јавне зграде нове престонице. Атина је 1896. била домаћин првих модерних Олимпијских игара. Током 1920-их велики број грчких избеглица, протераних из Мале Азије, након Грчко-турског рата (1919—1922), је нагло увећао становништво Атине. Ипак, пораст броја становника се нарочито увећао након Другог светског рата, током 1950-их и 1960-их, а Атина доживљава постепено ширење.

## Знаменитости

#### Акропољ
Атински акропољ је свој коначан облик добио у 5. веку пре нове ере у време једног од највећих и најзначајнијих државника, Перикла. У доба његове владавине Атина је постала демократска република.
Перикло је наметнуо богаташима високе порезе, а новац се користио за уређење Атине, а посебно акропоља. У том периоду су изграђени велелепни храмови, као и величанствена уметничка дела, па се раздобље владавине Перикла назива златним добом Атине, јер су тада подигнути храмови:
- Партенон
- Ерехтејон, храм богиње Нике
- Пропилеји — Свечани улаз

#### Партенон
Партенон се налазио на висоравни високој око 70 m и представља окосницу архитектонског решења Акропоља. Партенон је тако урбанистички решен да се види са велике удаљености, али, како се приближавате Акропољу и почиње пењање, он постепено нестаје да би се видео тек када се дође до њега. Када се ступи на плато испред њега, он се мора обићи да би се ушло у сам храм, јер је улаз са друге стране прилаза. Партенон је уздужна грађевина у чијем се предворју налази рељеф који приказује панатенејске свечаности. Рељеф (440. и 437. п. н. е.) је дело Фидије и његових ученика.

#### Ерехтејон
Храм, који је саграђен око 421. п. н. е., због нагиба терена, подељен је на неколико нивоа који су повезани степеништем. Висинска разлика између светилишта Атини и других делова храма је око 3 m. Храм, као већина других храмова, није, у основи правилног облика, и у њему се налазило светилиште Атине, Посејдона и првог атинског краља Ерехтеја.

#### Пропилеје
Пропилеје — свечани улаз, су чиниле широке степенице између два зида. У самом подножју степеништа стајало је, повезано на горњој страни гредама, шест дорских стубова, а на врху, степениште се завршавало високим зидом у којем је био пролаз ширине средишњег дела степеништа.

## Становништво
| 1991.   | 2001.   | 2011.   |
| ------- | ------- | ------- |
| 772.072 | 745.514 | 664.046 |

Општина Атина званично има 643.452 становника. Према попису становништва и станова из 2021. године, четири регионалне јединице које чине оно што се назива Велика Атина имају укупно 2.611.713 становника. Они заједно са регионалном јединицом Пиреј (Велики Пиреј) чине густу градску област Атине која достиже укупну популацију од 3.059.764 становника. Према Еуростату, 2013. године функционално урбано подручје Атине имало је 3.828.434 становника, што је очигледно у опадању у поређењу са датумом предекономске кризе 2009. (4.164.175).

## Привреда
Атина је финансијска престоница Грчке. Према подацима из 2014. године, Атина је као метрополитанско економско подручје произвела 130 милијарди америчких долара, што чини скоро половину производње за целу земљу. Атина је била на 102. месту те године на листи светских економских метропола, док је БДП по глави становника за исту годину био 32.000 америчких долара.
Атина је један од главних економских центара у југоисточној Европи и сматра се регионалном економском силом.
Банкарски сектор представљају Народна банка Грчке, Алфа банка, Еуробанка и Пиреус банка, док је Банка Грчке такође смештена у центру града. Атинска берза је била тешко погођена кризом грчког државног дуга и одлуком владе да настави са контролом капитала током лета 2015. У целини, економија Атине и Грчке је била снажно погођена, док подаци показују промену од дуге рецесије на раст од 1,4% од 2017. надаље.
Туризам је такође водећи фактор који доприноси економији града, као једна од водећих европских дестинација за градски туризам, а такође је и капија за излете на острва и друге делове копна. Грчка је привукла 26,5 милиона посетилаца у 2015. години, 30,1 милиона посетилаца у 2017. и преко 33 милиона у 2018. години, што Грчку чини једном од најпосећенијих земаља у Европи и свету, и доприноси 18% БДП-у земље. Атина је у 2018. примила више од 5 милиона туриста, а 1,4 милиона су били „градски разбијачи“; ово је повећање за више од милион градских разбијача од 2013. године.

## Саобраћај
Атина је главни транспортни центар земље. Град има највећи аеродром у Грчкој и највећу луку; Пиреј је, такође, највећа лука за превоз контејнера на Медитерану и највећа путничка лука у Европи.
Атина је главно национално чвориште за међуградске и међународне аутобусе, као и за домаћи и међународни железнички саобраћај. Јавни превоз се опслужује разним превозним средствима, што чини највећи систем масовног превоза у земљи. Атински систем масовног транзита састоји се од велике аутобуске и тролејбуске флоте, градског метроа, приградске железнице и трамвајска мрежа, која повезује јужно предграђе са центром града.

### Међународни аеродром у Атини
Атину опслужује аеродром Елефтериос Венизелос, који се налази у близини града Спата, у источној равници Месогија, неких 35 км источно од центра Атине. Аеродром, награђен наградом „Европски аеродром године 2004.“, намењен је као прошириво чвориште за ваздушна путовања у југоисточној Европи и изграђен је за 51 месец, коштао је 2,2 милијарде евра. Запошљава 14.000 запослених.

## Култура

### Археолошко удружење
Град је један од светских главних центара за археолошка истраживања. Осим националних институција, као што су Атински универзитет, Археолошко друштво Атине, неколико археолошких музеја, укључујући Национални Археолошки Музеј Атине, Византијски музеј, као и музеје Акропоља и других.
Атина има више од дванаест археолошких библиотека и три специјализоване археолошке лабораторије и у њој се, на годишњем нивоу, догађају свакодневни семинари и конференције, као и много археолошких изложби.

### Туризам
Атина је популарна дестинација за путнике. Грчка влада, уз помоћ ЕУ је током прошле деценије урадила велике инфраструктуралне пројекте, па су се градска инфраструктура и социјални обичаји поправили.

### Забава
Атина је домаћин 148 позоришта, више него било који град у свету, укључујући и познати антички Херодотски Атикус Театар, дом Атинског фестивала, који се дешава од маја од октобра сваке године. Атина, такође, има доста романтичних, отворених биоскопа. Град подржава и велики број музичких простора, укључујући и Атинску концертну дворану, познатију као „Мегарон Мусикис“, која окупља познате светске уметнике сваке године.

### Спортови
Атина има дугу традицију у спортовима и спортским догађајима, тако што је домаћин многим важним клубовима у грчким спортовима и тако што има велики број спортских опрема. Град је био домаћин и неколико спортских догађаја у међународним знаменитостима.
Атина је одржала Летње Олимпијске игре двапут, први пут 1896. на стадиону Панатинаико, а други пут 2004. године на стадиону Спиридон Луис. Највећи стадијум у Грчкој угостио је два финала УЕФА Лига шампиона, 1994. и 2007. године.
Други велики стадион у Атини, који се налази у регији Пиреуса, је Караискакис Стадијум, одржао је 1971. године УЕФА Куп Победника.
Атина је одржала и финале Евролиге три пута, прво 1985. године, друго 1993, оба у Мир и Пријатељство Стадијуму, познатијем као СЕФ, једном од највећим и најатрактивнијих арена у Европи, и треће 2007. у Олимпијској Унутрашњој Хали.
Велики број догађаја у другим спортовима, као што су атлетика, ватерполо, одбојка, су такође одржани у градским просторима.
Атина је домаћин и три престижна Европска мулти-спортска клуба: Олимпијакоса, Панатинаикоса и АЕК Атина.
У фудбалу, Олимпијакос има предност у домаћим такмичењима, Панатинаиакос је ушао 1971. године у финале Европског Купа, док је АЕК Атина члан велике тројке.
Ови клубови имају угледне кошаркашке одељке; Панатинаикос је међу водећим Европским кошаркашким клубовима освојио Евролигу пет пута, Олимпијакос је трипут био шампион Евролиге 1997, 2012. и 2013, а АЕК Атина је био први грчки тим који је освојио Европски пехар у тимским спортовима.
Други клубови са великом традицијом у спортовима у Атини су Паниониос, Панелиниос, Етникос Пиреус и Маруси. Атински клубови су начинили значајне домаће и интернационалне успехе до сад у свим спортовима.
Атинска регија обухвата разноврсне терене, значајна брда и планине које се издижу око града, и Атина је једини велики град у Европи који је преполовљен планинским венцом. Четири планинска венца се шире кроз градске границе и хиљадама километара кроз град и суседне регије и тако омогућавају велики и пространи простор за шетње и вожњу бицикла. Изван Атине се налазе разноврсни предели за активности у природи који су доступни и популарни, као што су скијање, планинарење, једриличарство и једрење на ветру. Бројни клубови нуде овакве спортове.

## Партнерски градови
- Ашхабад[20]
- Атенс[21]
- Барселона[22]
- Београд[23]
- Букурешт[24]
- Буенос Ајрес[25]
- Вашингтон[26]
- Витлејем[27]
- Кијев[28]
- Куско[29]
- Љубљана[30]
- Лос Анђелес[31]
- Монтреал[32]
- Никозија[33]
- Њујорк[34]
- Пекинг[35]
- Рио де Жанеиро[36]
- Сеул[37]
- Фамагуста[38]
- Чикаго[39]